# Elezioni presidenziali in Camerun del 2011
Le elezioni presidenziali in Camerun del 2011 si tennero il 9 ottobre.

## Risultati
| Candidati                  | Partiti                                                      | Voti      | %     |
| -------------------------- | ------------------------------------------------------------ | --------- | ----- |
| Paul Biya                  | Raggruppamento Democratico del Popolo Camerunese             | 3 772 527 | 77,83 |
| John Fru Ndi               | Fronte Social Democratico                                    | 518 175   | 10,69 |
| Garga Haman Adji           | Alleanza per la Democrazia e lo Sviluppo                     | 155 348   | 3,20  |
| Adamou Ndam Njoya          | Unione Democratica del Camerun                               | 83 860    | 1,73  |
| Paul Abine Ayah            | Partito d'Azione Popolare                                    | 61 158    | 1,26  |
| Edith Kahbang Walla        | Partito Popolare Camerunese                                  | 34 639    | 0,71  |
| Albert Dzongang            | Movimento per il Rinascimento Nazionale                      | 26 396    | 0,54  |
| Jean de Dieu Momo          | Patrioti Democratici per lo Sviluppo del Camerun             | 23 791    | 0,49  |
| Jean-Jacques Ekindi        | Movimento Progressista                                       | 21 593    | 0,45  |
| Bernard Muna               | Alleanza delle Forze Progressiste                            | 18 444    | 0,38  |
| Esther Dang                | Blocco per la Ricostruzione e l'Indipendenza Economica       | 15 775    | 0,33  |
| Olivier Anicet Bilé        | Unione per la Fraternità e la Prosperità                     | 15 202    | 0,31  |
| Anicet Ekane               | Movimento Africano per la Nuova Indipendenza e la Democrazia | 11 081    | 0,23  |
| Victorin Hameni Bieuleu    | Unione delle Forze Democratiche                              | 10 615    | 0,22  |
| Fritz Pierre Ngo           | Movimento degli Ecologisti Camerunesi                        | 9 259     | 0,19  |
| Jean Njeunga               | Fronte Unito del Camerun                                     | 9 219     | 0,19  |
| Isaac Feuzeu               | Movimento per l'Emergenza                                    | 9 216     | 0,19  |
| Hubert Kamgang             | Unione delle Popolazioni Africane                            | 8 250     | 0,17  |
| Simon Pierre Atangana Nsoe | Grande Camerun                                               | 8 032     | 0,17  |
| Marcus Lontouo             | Congresso Nazionale Camerunese                               | 7 875     | 0,16  |
| George Dobgima Nyamndi     | Congresso Social Liberale                                    | 5 925     | 0,12  |
| Joachim Tabi Owono         | Azione per la Meritocrazia e le Pari Opportunità             | 5 795     | 0,12  |
| Daniel Soh Fone            | Partito Socialista Unito                                     | 5 074     | 0,10  |
| Totale                     | Totale                                                       | 4 847 249 | 100   |